# ISO 3166-2
ISO 3166-2 er den anden del af ISO 3166-standarden, som varetager kodningen af underinddelinger af lande.

## Antal enheder
Omkring 3700.

## Format
ISO 3166-2-koder består af to dele adskilt af en bindestreg ("-"). Den første del er ISO 3166-1-alfakode-elementet og den anden del er en til tre tegn bestående af tal og/eller bogstaver. Se eksempler i sprogkode.